# La Fin du monde (Doctor Who)
Pour les articles homonymes, voir La Fin du monde.
La Fin du monde (The End of the World) est le deuxième épisode de la Saison 1 de la seconde série télévisée Doctor Who. Dans cet épisode diffusé pour la première fois le 2 avril 2005 sur BBC One, le Docteur choisit d'emmener Rose, sa toute nouvelle compagne, 5 milliards d'années dans le futur, date de la destruction de la Terre.

## Résumé
Afin de montrer à Rose Tyler le potentiel du TARDIS, le Docteur l'emmène dans le futur, au moment où la Terre va être engloutie par son soleil.
En l’an cinq milliards, ils débarquent sur la Plate-Forme Une, un vaisseau spatial, où le Docteur veut montrer à Rose la mort de la Terre. Celle-ci a été abandonnée par les humains mais conservée physiquement. Le Docteur utilise son Papier méta-psychique pour se faire inviter à une cérémonie où sont présents les plus fortunés de l’univers : Jabe (une femme arbre), le Moxx de Balhoon, les Adhérents de la Transmission du Meme, Face de Boe et Lady Cassandra O'Brien, le « dernier humain », qui n'est plus qu’une peau étendue sur une toile.
Les invités échangent des cadeaux et les Adhérents de la Transmission du Meme offrent à chacun une boule métallique. Des araignées robotiques en sortent discrètement et infiltrent la plate-forme. Rose, choquée de l’annonce de la mort de la Terre s’éloigne et rencontre Raffalo, une femme plombier avec qui, en discutant, elle se rend compte qu'elle ne connait rien aux extra-terrestres ni à leurs planètes, et qu'elle ne sait rien non plus du Docteur. Raffalo meurt ensuite, tuée par une des araignées. Rose, déprimée, obtient grâce au Docteur la possibilité de parler à sa mère Jackie Tyler par téléphone portable alors qu’elle se trouve à cinq milliards d’années d’elle. Cependant, les araignées ont saboté la plate-forme, dont les filtres solaires ont été désactivés. Le Docteur et Jabe mènent une enquête et discutent l'origine du Docteur. Jabe lui présente ses condoléances pour un drame qui n'est pas précisé. Rose discute avec Cassandra qui apparaît comme particulièrement inhumaine. Ensuite, Rose est assommée par l'un des Adhérents de la Transmission du Meme, et échappe à une crémation grâce à l’intervention in extremis du Seigneur du Temps. Le Docteur découvre que Cassandra est responsable du sabotage du vaisseau. Après avoir désactivé les boucliers du vaisseau, elle s'échappe en se téléportant ; le Docteur sauve le vaisseau avec l'aide de Jabe, mais la montée de la température est telle qu’elle succombe par combustion. Le Docteur, furieux, utilise la technologie de téléportation de Cassandra pour la faire revenir sur la plate-forme. À cause de la forte chaleur et par manque d'humidification elle se craquelle et meurt. Rose essaye d'intervenir mais le Docteur lui dit que tout a une fin.
Le Docteur confie à Rose sa véritable identité : il est le dernier Seigneur du Temps et sa planète natale (il ne la nomme pas) a été détruite lors d'une guerre. Il est seul maintenant. Malgré le danger que cela peut représenter, Rose décide de rester avec le Docteur et les deux amis partent manger un morceau avant leur prochaine aventure.

## Distribution
- Christopher Eccleston : Le Docteur
- Billie Piper : Rose Tyler
- Simon Day : Steward
- Yasmin Bannerman : Jabe
- Jimmy Vee : Moxx de Balhoon
- Zoë Wanamaker : Voix de Cassandra
- Camille Coduri : Jackie Tyler
- Beccy Armory : Raffalo
- Sara Stewart : Voix de l'ordinateur
- Silas Carson : Voix d'extraterrestre
- Nicholas Briggs : Voix d'extraterrestre